# Gustav Braunbeck
Gustav Braunbeck (* 6. Juni 1866 in Neckargartach; † 29. April 1928 in Heilbronn) war ein deutscher Sportler, Verleger, Sachbuchautor und Herausgeber.

## Leben
Gustav Braunbeck war der ältere Bruder des Schriftstellers Richard Braunbeck und der Sohn des Kaufmanns Johann Friedrich Braunbeck, der gegen Ende der 1860er Jahre mit der Familie nach Heilbronn zog, wo der Vater in der Lohtorstraße 14 seinerzeit eine "Colportage- und Eisenbahn-Buchhandlung führte, in der auch Tabakwaren und Feueranzünder, Versicherungen, Liköre oder die Heilbronner Stadtzeitung angeboten wurden.
So geschäftstüchtig wie der Vater und flexibel wie dessen Angebotspalette zeigte sich bald auch der junge Gustav Braunbeck: In jungen Jahren errichtete er in Stuttgart ein Velodrom, das dann beispielsweise durch den noch jugendlichen Fahrer Hellmuth Hirth genutzt wurde.
Gustav Braunbeck wurde als Fahrer dreimal hintereinander Deutschland- und Europameister bei den frühen „Niederradkunstmeisterschaften“, bevor sich im Jahr 1893 dem Motorsport zuwandte.
Im April 1899 war Braunbeck gemeinsam mit Gottlieb Daimler einer der Mitbegründer des Württembergischen Automobilclubs 1899. Im September desselben Jahres war Braunbeck in Berlin im damaligen Hotel Savoy, als sich der Deutsche Automobil-Verband konstituierte. Nur wenig später initiierte er im Jahr 1900 in Berlin den „Oldtimer-Verein“ Allgemeinen Schnauferl-Club (ASC), dessen erster Präsident er wurde, dessen Vereinsorgan Das Schnauferl er 1901 begründete und im Verlag Gustav Braunbeck GmbH publizierte. Schriftleiter des Werkes war von 1901 bis 1908 Braunbecks Bruder Richard. In München gründete er 1903 den Automobil-Club München mit.
Für die in Wien im Jahr 1900 von Adolf Schmal gegründete Allgemeine Automobil-Zeitung (AAZ) übernahm Braunbeck zunächst den Vertrieb der deutschen Ausgabe, bis er diese 1904 übernahm.
Unterdessen war Gustav Braunbeck „[...] Generaldirektor der Vereinigten Verlagsanstalten Gustav Braunbeck & Gutenberg - Druckerei Akt.-Ges., Berlin W. 35“ geworden.
Als sich aus dem neugegründeten Verein Deutscher Motorboot-Club (DMC) im Jahr 1906 mehrere Dutzend Mitglieder zu einer „Abteilung Wannsee“ mit eigenem Vorstand zusammenschlossen, dessen Vorsitz der Rittmeister a. D. Sholto Douglas und Gustav Braunbeck als Stellvertreter übernahm, gründete sich nach Meinungsverschiedenheiten aufgrund einer möglichen Vernetzung mit der Boots- und Motorenindustrie am 20. Juni 1907 der Motor-Yacht-Club von Deutschland (MYCvD), zu deren Gründungsmitgliedern Braunbeck ebenfalls zählte.
1910 wurde Gustav Braunbeck Mitglied im Aufsichtsrat der Deutschen Luft-Verkehrs-Gesellschaft. Im selben Jahr gab er Braunbeck’s Sport-Lexikon heraus, ein Werk mit mehr als 1500 Seiten zu den Themen Automobilismus, Motorbootwesen und die damalige Luftschifffahrt, in dem er neben den deutschen Sport-, Technik- und Wirtschaftsgeschichten zu den Themen „[...] auch die Entwicklungen im Ausland und [...] die Verdienste der Konstrukteure, Fahrer, Flugzeug-, Ballon- und Motorbootführer ohne Ansehen der Nation“ berücksichtigte.

## Schriften (Auswahl)
- Offizieller Führer zum Gordon Bennett Rennen 17. Juni 1904 und den damit verbundenen offiziellen Festlichkeiten, 1904
- Braunbeck’s Sport-Lexikon, Berlin 1910
- Motor. Monatsschrift für Kraftverkehrs-Wirtschaft und -Technik. Alleinige amtliche Zeitschrift des RKI, ab 1913
- Braunbecks Adressbuch der Motorfahrzeug- und verwandten Industrie in Deutschland, Österreich, Ungarn, Tschecho-Slovakei, Jugoslavien, Polen und der Schweiz, ab 1922